# Saint-Ouen-de-Sécherouvre
Saint-Ouen-de-Sécherouvre – miejscowość i gmina we Francji, w regionie Normandia, w departamencie Orne.
Według danych na rok 1990 gminę zamieszkiwało 206 osób, a gęstość zaludnienia wynosiła 20 osób/km² (wśród 1815 gmin Dolnej Normandii Saint-Ouen-de-Sécherouvre plasuje się na 680. miejscu pod względem liczby ludności, natomiast pod względem powierzchni na miejscu 486.).